# Mom’s Night Out
Mom’s Night Out (Originaltitel: Moms’ Night Out) ist eine US-amerikanische Filmkomödie aus dem Jahr 2014, mit Sarah Drew in der Hauptrolle der überarbeiteten und gestressten Mutter Allyson. Der Film kam in den USA am 9. Mai 2014 in die Kinos.

## Handlung
Von ihren drei Kindern gestresst und völlig überarbeitet entscheidet Allyson mit ihren Freundinnen Izzy und Sondra einen längst überfälligen Frauenabend zu unternehmen. Die drei wollen sich eine Nacht entspannen, während ihre Männer auf die Kinder aufpassen. Nachdem es ein Problem mit der Reservierung im Restaurant gibt und Allysons Schwägerin Bridget feststellt, dass ihr Sohn Phoenix vermisst wird, entwickelt sich der Abend immer weiter zu einer Katastrophe.

## Produktion
Der Film wurde im Juni 2013 in Birmingham, Alabama gedreht.
Das geschätzte Budget lag etwa bei 5 Millionen US-Dollar und spielte in den US-amerikanischen Kinos 10.496.858 US-Dollar ein.

## Veröffentlichung auf DVD und Blu-ray
Der Film wurde in den USA am 2. September 2014 auf DVD und Blu-ray veröffentlicht.
In Deutschland erschien der Film am 2. Oktober 2014 auf DVD, während eine Blu-ray-Version bisher noch nicht veröffentlicht wurde.